# Erinna
Erinna (in greco antico: Ἤριννα?, Érinna; IV secolo a.C.) è stata una poetessa greca antica, che nel lessico Suda viene indicata come contemporanea di Saffo.

## Biografia
Pochissimi sono i dati a proposito di questa poetessa. Suda riporta, a proposito di Erinna: 
Il dorico da lei usato rende più allettante l'ipotesi che venisse da Telos o Rodi più che la città ionica di Teo o l'isola eolica di Lesbo. La morte a 19 anni, inoltre, sembra un dato confermato anche da un epigramma della Antologia Palatina (IX, 190).

## Opere
Erinna scrisse essenzialmente, a quanto sappiamo, nell'ambito del tiaso, componendo per la compagna Bauci, morta nel giorno delle nozze a Rodi, cui sono dedicati due epigrammi funebri conservati nell'Antologia Palatina:
Mia tomba, mie Sirene e urna luttuosa

che tieni le magre ceneri d'Ade,

dai un arrivederci a coloro che passano

siano essi concittadini o d'altri Stati,

e che questa tomba tiene me, una sposa. Di’ anche questo,

che mio padre mi chiamò Bauci, e che la mia famiglia

era di Teno, così che essi sappiano, e che la mia amica

Erinna scolpì questo epitafio sulla mia tomba.
2.

Sono la tomba di Bauci, giovane sposa, e mentre passi

accanto alla molto lamentata epigrafe possa tu dire ad Ade:

'Sei crudele, o Ade'. Quando guardi, le belle lettere

ti diranno il crudelissimo fato di Bauci,

come suo suocero accese della fanciulla la pira funeraria

con le torce sulle quali cantò l'Imeneo.

E tu, Imeneo, cambiasti il bel canto di nozze

nel lamentoso suono delle lamentazioni.»
(AP, VII 710 e 712 - trad. A. D'Andria)
Nell'antichità fu soprattutto famosa la Conocchia (Ἠλᾰκάτη), scritta in una lingua mista di eolico e dorico in 300 esametri dattilici. Di questo poemetto restavano solo 4 versi, finché nel 1928 fu scoperto un papiro contenente 54 versi frammentari di Erinna ed ora conservato nella Biblioteca Medicea Laurenziana.
Il poemetto è un lamento (θρῆνος), appunto, sulla morte di Bauci (Βαυκίς), allieva di Saffo, morta proprio prima delle nozze: i toni sono quelli propri dell'elegia, tanto che alcuni studiosi lo considerano un primo esempio di epillio, genere letterario diffusosi in epoca ellenistica.